# Perusia lacticinia
Perusia lacticinia là một loài bướm đêm trong họ Geometridae.